# Kelemen László (pszichológus)
| Kelemen László                            | Kelemen László                                                                 |
| Kattints az alábbi külső linkek egyikére! | Kattints az alábbi külső linkek egyikére!                                      |
| ----------------------------------------- | ------------------------------------------------------------------------------ |
| Nem található szabad kép.(?)              |                                                                                |
| külső link · jogvédett                    | Kelemen László (1919-1984) Debreceni Egyetem. Humán Tudományok Doktori Iskola. |

Kelemen László (Kiskunfélegyháza, 1919. szeptember 4. – Pécs, 1984. május 5.) egyetemi tanár, pszichológus. Várkonyi Hildebrand Dezső tanítványa volt a szegedi egyetemen.

## Életpályája
Kelemen József és Csizmadia Erzsébet gyermekeként született; szülei nagy anyagi áldozatot vállalva taníttatták három gyermeküket. Az elemi iskolát a Tanítóképző gyakorlójában végezte, ahol Putnoki Jenő, aki valóságos művésze volt a tanításnak, vonzóvá tette számára a pedagógus mesterséget. A Tanítóképző 1. osztálytól kezdve már magántanítványai voltak, a tandíjat és a ruhára valót így megkereste. Az akkori tanítóképző sokoldalúságot követelt és rendkívül időigényes tárgyakat oktatott (ének, zene, rajz, kézimunka, tanítási gyakorlatok stb.). Pedagógia tanára, dr. Koltay István külön olvasmányokkal is ellátta és ösztönözte a nagyobb pszichológiai-pedagógiai elmélyedésre. Először tanyai tanító akart lenni, dr. Koltay István érvelésére belátta, hogy tovább tanulva, mint tanítóképző intézeti pedagógia tanár, a „tanítók tanítója” lehet.
A szegedi egyetemen a német szakot is felvette a filozófia – pedagógia főszak mellé, külföldi tanulmányutat azonban nem sikerült megvalósítania. A sors iróniája, hogy Kiskunfélegyházán egy alapítvány minden évben 3 egyetemistát külföldre küldött, de ő, kitűnő eredménye ellenére sem került be az utazók közé. Így német szakos létére, kizárólag könyvből kényszerült nyelvet tanulni. Tanulmányainak befejezése után 1945-ben 3 évig Kiskunfélegyházán tanítóképző intézeti tanár
Várkonyi Hildebrand Dezső javaslatára vállalt részt 1948-ban a pécsi Pedagógiai Főiskola létrehozásában, ahol a neveléstudományi tanszék vezetője volt 1964-ig. Kezdeményezésére alakult meg a főiskolán a pszichológiai tanszék, amelyet 1966-ig vezetett. – A Balatonfüredi Pedagógus Konferencia  résztvevője volt  (1956. október 1–6) – 1966-tól a debreceni Kossuth Lajos Tudományegyetemen előbb a Pedagógiai, majd a Pszichológia Tanszék vezetője, egyetemi tanár volt, 1972–1975-ben rektor-helyettesi megbízást kapott. Budapest után, önálló egyetemi pszichológusképzést szervezett meg Debrecenben. – Tudományos fokozatai: egyetemi doktor (1947), a pszichológiai tudományok kandidátus (1958), a pszichológiai tudományok akadémiai doktora (1964) volt.

## Szakterülete
Fő tudományos területe a gondolkodásfejlesztés pedagógiai pszichológiájának kérdésköre volt. E területen tudományos iskolát teremtett. Vezetője volt a debreceni egyetemen A gondolkodás fejlesztése című téma kutatócsoportjának. A pécsi Janus Pannonius Tudományegyetem megalakulásakor 1982-ben visszakerült kedvelt városába egyetemi tanárnak. Itt hunyt el 64 éves korában, szívinfarktus következtében. Előadott külföldi tudományos kongresszusokon (Moszkva, Krakkó, London, Bázel, Lipcse, Leningrád, Tokió, Bécs stb.).

## Főbb művei
- A fogalmak és a gondolkodás sajátosságai az általános iskola alsó tagozatában – (1958 előtt), 203 o. (gépitatos doktori disszertáció)
- Módszertani kiadványok (szerkesztő bizottságban: Domján Károly, Komlósi Sándor, Márk Bertalan…) – Állami Pedagógiai Főiskola, Pécs, 1958–1966, 9 darab (kéziratok)
- Neveléslélektan – Állami Pedagógiai Főiskola, Budapest, 1959, 200 o. (tanárképző főiskolai jegyzet)
- A tanulók gondolkodása 6-10 éves korban – Tankönyvkiadó, Budapest, 1960, 169 o. (2. kiadás 1965)
- A 10–14 éves tanulók tudásszintje és gondolkodása – Akadémiai Kiadó, Budapest, 1963, 351 o.
- A logika szerepe a szaktárgyak oktatásában – Országos Pedagógiai Intézet, Budapest, 1963, 23 o.
- Gondolkodási műveletek cselekvéses feladatmegoldásokban – Akadémiai Nyomda, Budapest, 1963, 205–219. o. (Klny.: Pszichológiai tanulmányok 5. kötet)
- A pedagógiai pszichológia alapkérdései – Tankönyvkiadó, Budapest, 1967, 391 o. (újabb kiadások: 1968, 1970, 1973)
- A gondolkodásfejlesztés elméleti kérdései és módszeres eljárásai – Kossuth Lajos Tudományegyetem, Debrecen, 1968, 201 o.
- A gondolkodás nevelése az általános iskolában – Tankönyvkiadó, Budapest, 1970, 432 o. (2. kiadás 1973)
- A felsőfokú oktatás korszerűsítésének pszichológiai alapjai – Felsőoktatási Pedagógiai Kutatóközpont, Budapest, 1971, 51 o.
- Az oktatástechnikai eszközök alkalmazásának lélektani feltételei – Országos Oktatástechnikai Központ, Budapest, 1976, 39 o. – ISBN 963-01-1854-8
- Pedagógiai pszichológia – Tankönyvkiadó, Budapest, 1981, 691 o. (újabb kiadások: 1984, 1986, 1988).

## Társasági tagság
- MTA Pszichológiai Bizottság elnöke

## Díjak
- Apáczai Csere János-díj (1981)[3]
- A Munka Érdemrend arany fokozata